# Evandro (football, 1986)
Pour les articles homonymes, voir Evandro.
Evandro Goebel, plus connu sous le nom d'Evandro, est un footballeur brésilien né le 23 août 1986 à Blumenau. Il est milieu.

## Biographie
Il est le deuxième brésilien à posséder la nationalité serbe depuis le 28 juillet 2011, le premier étant Cléo. Evandro doit toutefois encore atteindre deux ans avant de pouvoir jouer en équipe nationale serbe.